# Katharina Henot

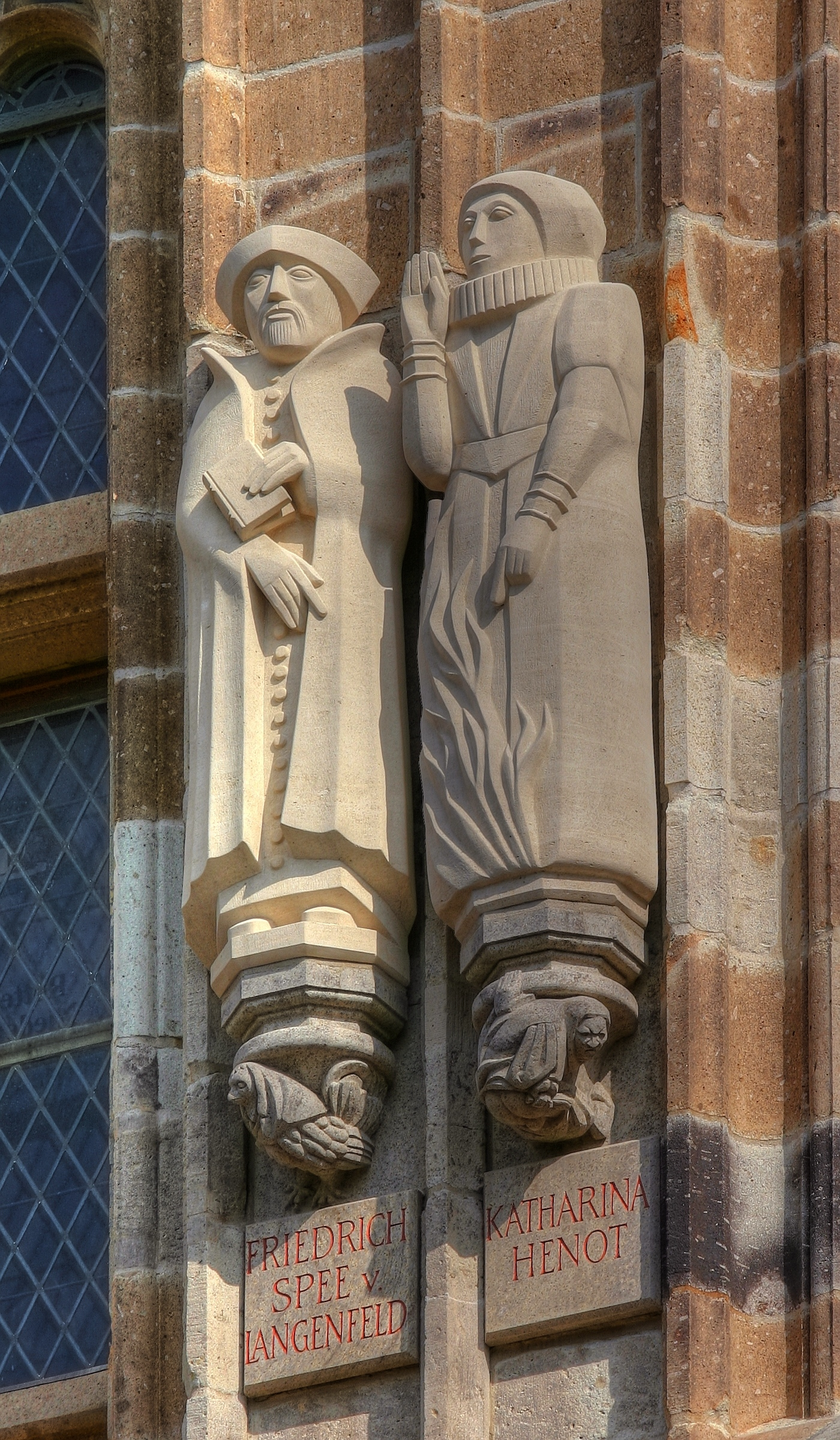
Friedrich Spee och Katharina Henot står staty vid rådhustornet i Köln.

Katharina Henot, född 1570, död i Köln 19 maj 1627, var postmästare i staden Köln i Tyskland. Hon var Tysklands kanske första postmästare av sitt kön. Hon avrättades för häxeri och tillhör det mest kända offret för häxprocesserna i sin hemtrakt, och även ett av de mest kända i Tyskland.   
Katharina Henot var en inflytelserik medborgare i Köln. Hon var gift med Heinrich Neuden och hade tillsammans med sin bror, domherren Harger Henot, ärvt stadens postkontor vid faderns död 1626. Syskonen Henot kom då i konflikt med greve Leonhard II von Taxis, som ville grunda ett eget postkontor. Samma år utbröt häxprocessen i Köln. En nunna i stadens kloster, Sophia Agnes von Langenberg, hade blivit "besatt" och Katharina Henot utpekades som ansvarig. Hon arresterades på order av stadens myndigheter och anklagades för att ha förorsakat sjukdom i klostret med hjälp av magi. Hennes bror försökte få henne frigiven mot borgen och försökte också att kringgå den lokala domstolen och vädja direkt till den kejserliga myndigheten, men misslyckades. 
Katharina Henot utsattes för tortyr som åsamkade henne svår skador och gjorde henne sjuk, men hon vägrade att bekänna. Hon dömdes mot sin nekande som skyldig till anklagelserna och dömdes att avrättas genom att brännas till döds. Avrättningen verkställdes den 19 maj 1627. Hennes avrättning följdes av flera och blev inledningen till den största häxprocessen i Köln.  
Hennes bror Harger Henot försökte rehabilitera hennes namn, men blev själv utpekad för häxeri år 1629 tillsammans med flera andra inflytelserika borgare. Han blev dock frigiven sedan masshäxprocessen i staden plötsligt avbröts 1631. 
Processen mot Katharina Henot sköttes dåligt även enligt dåvarande lagsystem och bedöms ha varit en komplott riktad mot henne av stadens myndigheter.    